# Hemianemia millefolia
Hemianemia millefolia là một loài dương xỉ trong họ Anemiaceae. Loài này được Gardner C.F. Reed mô tả khoa học đầu tiên năm 1948.